# Llista de topònims de l'Escala
Llista de topònims (noms propis de lloc) del municipi de l'Escala, a l'Alt Empordà
Informació actualitzada per un bot. Els canvis manuals es perdran quan s'actualitzi!

## cala
| imatge | Nom                 | Ubicat a | instància de | Detalls               | coordenades                                                     | Protecció | Commons (més fotos) | Dades a WD                    |
| ------ | ------------------- | -------- | ------------ | --------------------- | --------------------------------------------------------------- | --------- | ------------------- | ----------------------------- |
|        | cala de la Creu     | l'Escala | cala         |                       | 42° 07′ 38″ N, 3° 07′ 46″ E / 42.127113°N,3.12955°E             |           | Cala de la Creu     | Modifica les dades a Wikidata |
|        | cala del Pedrigolet | l'Escala | cala codolar | Llarg: 13m Ample: 10m | 42° 07′ 48″ N, 3° 07′ 26″ E / 42.12999999969°N,3.123999999657°E |           | Cala del Pedrigolet | Modifica les dades a Wikidata |

## casa
| imatge | Nom                                     | Ubicat a              | instància de | Detalls                                                                        | coordenades                                                                                                  | Protecció                                  | Commons (més fotos)                               | Dades a WD                    |
| ------ | --------------------------------------- | --------------------- | ------------ | ------------------------------------------------------------------------------ | --- | ------------------------------------------ | ------------------------------------------------- | ----------------------------- |
|        | Cal Galan                               | l'Escala              | casa         | Estil: arquitectura popular 18th century                                       | 42° 07′ 35″ N, 3° 08′ 03″ E / 42.1265°N,3.13424°E ca:Corriol de l'Usach, 3 4 msnm                            | bé integrant del patrimoni cultural català | Cal Galan (l'Escala)                              | Modifica les dades a Wikidata |
|        | Can Bordas                              | l'Escala              | casa         | Estil: arquitectura popular 18th century                                       | 42° 07′ 29″ N, 3° 08′ 01″ E / 42.124807°N,3.133737°E ca:C. del Sol, 10 9 msnm                                | bé integrant del patrimoni cultural català | Can Bordas (l'Escala)                             | Modifica les dades a Wikidata |
|        | Can Callol                              | l'Escala              | casa         | Estil: arquitectura modernista arquitectura popular 20th century               | 42° 07′ 33″ N, 3° 08′ 02″ E / 42.1259°N,3.134°E ca:Carrer del Port, 10 ca:C. del Port, 10 4 msnm             | bé integrant del patrimoni cultural català | Can Callol (l'Escala)                             | Modifica les dades a Wikidata |
|        | Can Cinto Xuà                           | l'Escala              | casa         | Estil: arquitectura popular 18th century                                       | 42° 07′ 33″ N, 3° 08′ 04″ E / 42.125953°N,3.134527°E ca:C. de la Torre, 35 4 msnm                            | bé integrant del patrimoni cultural català | Can Cinto Xuà                                     | Modifica les dades a Wikidata |
|        | Can Joan Lau                            | l'Escala              | casa         | Estil: arquitectura popular 20th century                                       | 42° 07′ 30″ N, 3° 08′ 07″ E / 42.124904°N,3.135157°E ca:C. Doctor Puig Sureda, 46 8 msnm                     | bé integrant del patrimoni cultural català | Can Joan Lau                                      | Modifica les dades a Wikidata |
|        | Can Lleal                               | l'Escala              | casa         | Estil: arquitectura popular 17th century                                       | 42° 07′ 34″ N, 3° 08′ 02″ E / 42.126103°N,3.133976°E ca:C. Alfolí, 3 3 msnm                                  | bé integrant del patrimoni cultural català | Can Lleal                                         | Modifica les dades a Wikidata |
|        | Can Maranges                            | l'Escala              | casa         | Estil: arquitectura popular 18th century                                       | 42° 07′ 33″ N, 3° 07′ 59″ E / 42.1258°N,3.13316°E ca:C. Maranges, 1 5 msnm                                   | bé cultural d'interès local                | Can Maranges                                      | Modifica les dades a Wikidata |
|        | Can Masferrer                           | l'Escala              | casa         | Estil: arquitectura popular 17th century                                       | 42° 07′ 26″ N, 3° 08′ 02″ E / 42.1238°N,3.13385°E ca:C. Germans Masferrer, 49-51 13 msnm                     | bé integrant del patrimoni cultural català | Can Masferrer (l'Escala)                          | Modifica les dades a Wikidata |
|        | Can Panxo                               | l'Escala              | casa         | Estil: arquitectura popular 18th century                                       | 42° 07′ 34″ N, 3° 08′ 00″ E / 42.126°N,3.13321°E ca:C. Enric Serra,1 - c. Santa Màxima, 2 3 msnm             | bé integrant del patrimoni cultural català | Can Panxo                                         | Modifica les dades a Wikidata |
|        | Can Ramis                               | l'Escala              | casa         | Estil: arquitectura popular 20th century                                       | 42° 07′ 29″ N, 3° 07′ 52″ E / 42.1248°N,3.13123°E ca:C. Perxel, 36 - pujada del Pedró 21 msnm                | bé integrant del patrimoni cultural català | Can Ramis (l'Escala)                              | Modifica les dades a Wikidata |
|        | Can Solà                                | l'Escala              | casa         | Estil: arquitectura popular 19th century                                       | 42° 07′ 30″ N, 3° 07′ 57″ E / 42.1249°N,3.13256°E ca:C. Enric Serra - pl. de l'Ajuntament 13 msnm            | bé integrant del patrimoni cultural català | Can Solà (l'Escala)                               | Modifica les dades a Wikidata |
|        | Casa Albert                             | l'Escala              | casa         | Estil: neoclassicisme arquitectura popular 18th century                        | 42° 07′ 27″ N, 3° 07′ 57″ E / 42.1241°N,3.13252°E ca:C. Enric Serra, 37 17 msnm                              | bé cultural d'interès local                | Casa Albert (l'Escala)                            | Modifica les dades a Wikidata |
|        | Casa Fran Donjo                         | l'Escala              | casa         | Estil: arquitectura popular                                                    | 42° 07′ 37″ N, 3° 08′ 03″ E / 42.1269°N,3.13414°E                                                            | bé integrant del patrimoni cultural català | Casa Fran Donjo                                   | Modifica les dades a Wikidata |
|        | Casa Fresneda                           | l'Escala              | casa         | Estil: arquitectura popular                                                    | 42° 07′ 38″ N, 3° 08′ 03″ E / 42.1271°N,3.13415°E                                                            | bé integrant del patrimoni cultural català | Casa Fresneda                                     | Modifica les dades a Wikidata |
|        | Casa Gayral                             | l'Escala              | casa         | 20th century                                                                   | 42° 07′ 44″ N, 3° 07′ 08″ E / 42.129°N,3.11895°E ca:C. Domicià, 12 24 msnm                                   | bé integrant del patrimoni cultural català | Casa Cuffel                                       | Modifica les dades a Wikidata |
|        | Casa Pitchot                            | l'Escala              | casa         | 20th century                                                                   | 42° 07′ 45″ N, 3° 07′ 08″ E / 42.1293°N,3.11885°E ca:C. Domicià, 14 25 msnm                                  | bé integrant del patrimoni cultural català | Casa Pitchot (l'Escala)                           | Modifica les dades a Wikidata |
|        | Casa Reitg Llobet                       | l'Escala              | casa         | Arquitecte: Josep Esteve i Corredor Estil: arquitectura eclèctica 19th century | 42° 07′ 35″ N, 3° 08′ 05″ E / 42.1265°N,3.1346°E ca:C. del General Poch, 5 6 msnm                            | bé integrant del patrimoni cultural català | Casa Reitg Llobet                                 | Modifica les dades a Wikidata |
|        | Casa de l'Avi Xaxu                      | l'Escala              | casa         | Estil: arquitectura popular 18th century                                       | 42° 07′ 28″ N, 3° 08′ 00″ E / 42.1244°N,3.13346°E ca:Ptge. de l'Església, 1 12 msnm                          | bé integrant del patrimoni cultural català | Casa de l'Avi Xaxu                                | Modifica les dades a Wikidata |
|        | Casa de la Punxa                        | l'Escala              | casa         | Estil: historicisme arquitectònic arquitectura popular 20th century            | 42° 07′ 34″ N, 3° 08′ 02″ E / 42.1262°N,3.134°E ca:C. del Port, 2 3 msnm                                     | bé integrant del patrimoni cultural català | Casa de la Punxa (l'Escala)                       | Modifica les dades a Wikidata |
|        | Casa del Gavià                          | l'Escala              | casa         | Estil: arquitectura popular                                                    | 42° 07′ 36″ N, 3° 07′ 57″ E / 42.1266°N,3.13246°E                                                            | bé integrant del patrimoni cultural català | Casa del Gavià (l'Escala)                         | Modifica les dades a Wikidata |
|        | Casa del Pedró                          | l'Escala              | casa         | Estil: arquitectura popular 20th century                                       | 42° 07′ 33″ N, 3° 07′ 42″ E / 42.1259°N,3.12824°E ca:Pl. del Mirador del Pedró, 10                           | bé integrant del patrimoni cultural català | Casa del Pedró                                    | Modifica les dades a Wikidata |
|        | Casa del pintor Joan Massanet           | l'Escala              | casa         | Estil: arquitectura popular 19th century                                       | 42° 07′ 35″ N, 3° 07′ 58″ E / 42.1263°N,3.13286°E ca:C. Pintor Joan Massanet, 2 3 msnm                       | bé integrant del patrimoni cultural català | Casa del pintor Joan Massanet                     | Modifica les dades a Wikidata |
|        | Casa-bungalow Bosch-Sans                | l'Escala              | casa         | Arquitecte: Josep Esteve i Corredor                                            | 42° 06′ 30″ N, 3° 10′ 02″ E / 42.1084°N,3.16716°E                                                            | bé integrant del patrimoni cultural català |                                                   | Modifica les dades a Wikidata |
|        | Casablanca                              | l'Escala              | casa         | Estil: arquitectura popular 17th century                                       | 42° 07′ 34″ N, 3° 07′ 59″ E / 42.126176°N,3.133026°E ca:C. Enric Serra, 2 3 msnm                             | bé integrant del patrimoni cultural català | Casablanca (l'Escala)                             | Modifica les dades a Wikidata |
|        | Conjunt de cases del carrer de Gràcia   | l'Escala              | casa         | Estil: arquitectura popular 18th century                                       | 42° 07′ 35″ N, 3° 07′ 51″ E / 42.1265°N,3.13079°E ca:C. de Gràcia 14 msnm                                    | bé integrant del patrimoni cultural català | Conjunt de cases del carrer de Gràcia (l'Escala)  | Modifica les dades a Wikidata |
|        | Passatge del Port d'en Perris, 3        | l'Escala              | casa         | Estil: arquitectura popular 18th century                                       | 42° 07′ 35″ N, 3° 08′ 06″ E / 42.126257°N,3.134989°E ca:Ptge. Port d'en Perris, 3 3 msnm                     | bé integrant del patrimoni cultural català | Passatge del Port d'en Perris, 3 (l'Escala)       | Modifica les dades a Wikidata |
|        | casa a la plaça Petita, 5               | Sant Martí d'Empúries | casa         | Estil: arquitectura popular 20th century                                       | 42° 08′ 22″ N, 3° 07′ 02″ E / 42.13942°N,3.117202°E ca:Pl. Petita, 5, Sant Martí d'Empúries 9 msnm           | bé integrant del patrimoni cultural català | Casa a la plaça Petita, 5 (Sant Martí d'Empúries) | Modifica les dades a Wikidata |
|        | casa a la plaça Victor Català, 10       | l'Escala              | casa         | Estil: arquitectura popular 19th century                                       | 42° 07′ 33″ N, 3° 07′ 57″ E / 42.125826°N,3.132638°E ca:Pl. Víctor Català, 10 7 msnm                         | bé integrant del patrimoni cultural català | Casa a la plaça de Víctor Català, 10 (l'Escala)   | Modifica les dades a Wikidata |
|        | casa al Carrer d'Empúries, 36           | l'Escala              | casa         | Estil: arquitectura popular 20th century                                       | 42° 07′ 34″ N, 3° 07′ 51″ E / 42.126102°N,3.13086°E ca:C. Empúries, 36 16 msnm                               | bé integrant del patrimoni cultural català | Casa al carrer Empúries, 36 (l'Escala)            | Modifica les dades a Wikidata |
|        | casa al Carrer de la Torre, 54          | l'Escala              | casa         | Estil: arquitectura popular 20th century                                       | 42° 07′ 30″ N, 3° 08′ 05″ E / 42.124914°N,3.134675°E ca:C. de la Torre, 54 7 msnm                            | bé integrant del patrimoni cultural català | Casa al carrer de la Torre, 54 (l'Escala)         | Modifica les dades a Wikidata |
|        | casa al Carrer del Port, 17             | l'Escala              | casa         | Estil: arquitectura popular 18th century                                       | 42° 07′ 35″ N, 3° 08′ 03″ E / 42.12649°N,3.134116°E ca:C. del Port 17 - corriol de l'Usach, 1 3 msnm         | bé integrant del patrimoni cultural català | Casa al carrer del Port, 17                       | Modifica les dades a Wikidata |
|        | casa al Carrer del Port, 24             | l'Escala              | casa         | Estil: arquitectura popular 18th century                                       | 42° 07′ 32″ N, 3° 08′ 03″ E / 42.125419°N,3.13412°E ca:C. del Port, 24 8 msnm                                | bé integrant del patrimoni cultural català | Casa al carrer del Port, 24 (l'Escala)            | Modifica les dades a Wikidata |
|        | casa al carrer Calvari, 5               | l'Escala              | casa         | Estil: arquitectura popular 18th century                                       | 42° 07′ 33″ N, 3° 07′ 54″ E / 42.125719°N,3.131592°E ca:C. Calvari, 5 12 msnm                                | bé integrant del patrimoni cultural català | Casa al carrer Calvari, 5 (l'Escala)              | Modifica les dades a Wikidata |
|        | casa al carrer Cargol, 10               | l'Escala              | casa         | Estil: arquitectura popular 20th century                                       | 42° 07′ 35″ N, 3° 07′ 56″ E / 42.126447°N,3.132325°E ca:C. Cargol, 10 7 msnm                                 | bé integrant del patrimoni cultural català | Casa al carrer Cargol, 10 (l'Escala)              | Modifica les dades a Wikidata |
|        | casa al carrer Pintor Joan Massanet, 12 | l'Escala              | casa         | Estil: arquitectura popular 20th century                                       | 42° 07′ 33″ N, 3° 07′ 58″ E / 42.125839°N,3.132687°E ca:C. Pintor Joan Massanet, 12 7 msnm                   | bé integrant del patrimoni cultural català | Casa al carrer Pintor Joan Massanet, 12           | Modifica les dades a Wikidata |
|        | casa al carrer del Port, 27             | l'Escala              | casa         | Estil: arquitectura popular 19th century                                       | 42° 07′ 33″ N, 3° 08′ 03″ E / 42.125963°N,3.134296°E ca:Carrer del Port, 27 6 msnm                           | bé integrant del patrimoni cultural català | Casa al carrer del Port, 27                       | Modifica les dades a Wikidata |
|        | casa al passeig Lluís Albert, 4-5       | l'Escala              | casa         | Estil: arquitectura popular 19th century Estat: enderrocat o destruït          | 42° 07′ 32″ N, 3° 08′ 09″ E / 42.125423°N,3.13595°E ca:Pg. Lluís Albert, 4-5 6 msnm                          | bé integrant del patrimoni cultural català | Casa al passeig Lluís Albert, 4-5 (l'Escala)      | Modifica les dades a Wikidata |
|        | cases al carrer del Cargol, 4-6         | l'Escala              | casa         | Estil: arquitectura popular 18th century                                       | 42° 07′ 36″ N, 3° 07′ 56″ E / 42.126662°N,3.132319°E ca:C. Cargol, 4-6 7 msnm                                | bé integrant del patrimoni cultural català | Cases al carrer del Cargol, 4-6                   | Modifica les dades a Wikidata |
|        | edifici a la plaça Víctor Català, 2     | l'Escala              | casa         | Estil: arquitectura popular 20th century                                       | 42° 07′ 32″ N, 3° 07′ 57″ E / 42.125503°N,3.132472°E ca:Pl. Víctor Català, 2 - c. de la Riera 8 msnm         | bé integrant del patrimoni cultural català | Edifici a la Plaça Víctor Català, 2               | Modifica les dades a Wikidata |
|        | la Caravel·la                           | l'Escala              | casa         | Estil: arquitectura popular                                                    | 42° 07′ 34″ N, 3° 08′ 01″ E / 42.1261°N,3.13358°E                                                            | bé integrant del patrimoni cultural català | La Caravel·la (l'Escala)                          | Modifica les dades a Wikidata |
|        | la Fonda                                | l'Escala              | casa         | Estil: arquitectura popular 20th century                                       | 42° 07′ 32″ N, 3° 07′ 57″ E / 42.125504°N,3.13249°E ca:Pl. Víctor Català, 1 - c. Pintor Joan Massanet 9 msnm | bé integrant del patrimoni cultural català | La Fonda (l'Escala)                               | Modifica les dades a Wikidata |
|        | la Torre                                | l'Escala              | casa         | Estil: arquitectura popular 18th century                                       | 42° 07′ 36″ N, 3° 07′ 56″ E / 42.1266°N,3.13221°E ca:Rda. de la Mar d'en Manassa, 2 - c. del Nord 7 msnm     | bé integrant del patrimoni cultural català | La Torre (l'Escala)                               | Modifica les dades a Wikidata |

## castell
| imatge | Nom                   | Ubicat a | instància de | Detalls                     | coordenades                                       | Protecció                                            | Commons (més fotos)                 | Dades a WD                    |
| ------ | --------------------- | -------- | ------------ | --------------------------- | ------------------------------------------------- | ---------------------------------------------------- | ----------------------------------- | ----------------------------- |
|        | castell d'Empúries    | l'Escala | castell      | Estil: arquitectura gòtica  | 42° 08′ 23″ N, 3° 07′ 05″ E / 42.1397°N,3.11813°E | bé integrant del patrimoni cultural català           | Portal i mur del Castell d'Empúries | Modifica les dades a Wikidata |
|        | castell de Cinc Claus | l'Escala | castell      | Estil: arquitectura popular | 42° 08′ 14″ N, 3° 06′ 03″ E / 42.1372°N,3.10088°E | bé d'interès cultural bé cultural d'interès nacional | Castell de Cinc-claus               | Modifica les dades a Wikidata |

## cementiri
| imatge | Nom                        | Ubicat a | instància de | Detalls                     | coordenades                                                         | Protecció                                            | Commons (més fotos)   | Dades a WD                    |
| ------ | -------------------------- | -------- | ------------ | --------------------------- | ------------------------------------------------------------------- | ---------------------------------------------------- | --------------------- | ----------------------------- |
|        | Cementiri Vell de l'Escala | l'Escala | cementiri    | Estil: arquitectura popular | 42° 07′ 19″ N, 3° 08′ 11″ E / 42.122°N,3.13632°E                    | bé d'interès cultural bé cultural d'interès nacional | L'Escala Old Cemetery | Modifica les dades a Wikidata |
|        | cementiri de l'Escala      | l'Escala | cementiri    |                             | 42° 07′ 57″ N, 3° 05′ 45″ E / 42.1325525622212°N,3.09585515654521°E |                                                      |                       | Modifica les dades a Wikidata |

## cova
| imatge | Nom                     | Ubicat a | instància de | Detalls | coordenades                                                         | Protecció | Commons (més fotos) | Dades a WD                    |
| ------ | ----------------------- | -------- | ------------ | ------- | ------------------------------------------------------------------- | --------- | ------------------- | ----------------------------- |
|        | cova d'en Pallofa       | l'Escala | cova         |         | 42° 06′ 51″ N, 3° 09′ 51″ E / 42.1141470219291°N,3.1641476820599°E  |           |                     | Modifica les dades a Wikidata |
|        | cova de Mont-recova     | l'Escala | cova         |         | 42° 06′ 39″ N, 3° 10′ 36″ E / 42.1108771021081°N,3.17665833618342°E |           |                     | Modifica les dades a Wikidata |
|        | cova de les Guilles     | l'Escala | cova         |         | 42° 06′ 52″ N, 3° 09′ 51″ E / 42.1144353840343°N,3.16403955839358°E |           |                     | Modifica les dades a Wikidata |
|        | cova del Contrabandista | l'Escala | cova         |         | 42° 06′ 40″ N, 3° 10′ 26″ E / 42.1111514531578°N,3.17393754479053°E |           |                     | Modifica les dades a Wikidata |
|        | cova dels Cinc Sous     | l'Escala | cova         |         | 42° 06′ 54″ N, 3° 09′ 43″ E / 42.1149785898851°N,3.16205712982196°E |           |                     | Modifica les dades a Wikidata |
|        | la Cova Negra           | l'Escala | cova         |         | 42° 06′ 55″ N, 3° 09′ 38″ E / 42.1152780974242°N,3.16042485488208°E |           |                     | Modifica les dades a Wikidata |
|        | les Coves               | l'Escala | cova         |         | 42° 07′ 51″ N, 3° 07′ 29″ E / 42.1307595238723°N,3.12474611955039°E |           |                     | Modifica les dades a Wikidata |

## edifici
| imatge | Nom                          | Ubicat a | instància de | Detalls                                                       | coordenades                                                                                       | Protecció                                            | Commons (més fotos)                 | Dades a WD                    |
| ------ | ---------------------------- | -------- | ------------ | ------------------------------------------------------------- | ------------------------------------------------------------------------------------------------- | ---------------------------------------------------- | ----------------------------------- | ----------------------------- |
|        | Antic Ateneu                 | l'Escala | edifici      | Estil: arquitectura popular 18th century                      | 42° 07′ 31″ N, 3° 08′ 05″ E / 42.125149°N,3.134651°E ca:C. de la Torre, 36 7 msnm                 | bé integrant del patrimoni cultural català           | Antic Ateneu (l'Escala)             | Modifica les dades a Wikidata |
|        | Casa Cuffel                  | l'Escala | edifici      |                                                               | 42° 07′ 45″ N, 3° 07′ 10″ E / 42.12912°N,3.11956°E                                                | bé integrant del patrimoni cultural català           |                                     | Modifica les dades a Wikidata |
|        | Casa del Servei Forestal     | l'Escala | edifici      | Arquitecte: Josep Reig i Palau Estil: arquitectura modernista | 42° 08′ 24″ N, 3° 07′ 07″ E / 42.1399°N,3.11858°E                                                 | bé integrant del patrimoni cultural català           | Casa del Servei Forestal (l'Escala) | Modifica les dades a Wikidata |
|        | Col·legi Públic Empúries     | l'Escala | edifici      | 20th century                                                  | 42° 07′ 23″ N, 3° 07′ 50″ E / 42.123°N,3.13064°E ca:Pl. de les Escoles - rda. del Pedró 32 msnm   | bé integrant del patrimoni cultural català           | Col·legi Públic Empúries            | Modifica les dades a Wikidata |
|        | Drassanes de l'Escala        | l'Escala | edifici      | Estil: arquitectura popular 19th century                      | 42° 07′ 34″ N, 3° 08′ 08″ E / 42.1262°N,3.13561°E ca:C. de la Casa Gran - pg. Lluís Albert 6 msnm | bé integrant del patrimoni cultural català           | Drassanes de l'Escala               | Modifica les dades a Wikidata |
|        | Escorxador Nou de l'Escala   | l'Escala | edifici      | Estil: arquitectura modernista                                | 42° 07′ 32″ N, 3° 07′ 30″ E / 42.12555555555556°N,3.125°E                                         | bé cultural d'interès local                          | Museu de l'Anxova i de la Sal       | Modifica les dades a Wikidata |
|        | Hostal Empúries              | l'Escala | edifici      |                                                               | 42° 07′ 53″ N, 3° 07′ 18″ E / 42.1315°N,3.12177°E                                                 | bé cultural d'interès local                          | Hostal Empúries                     | Modifica les dades a Wikidata |
|        | Hotel Rallye                 | l'Escala | edifici      | 20th century                                                  | 42° 07′ 25″ N, 3° 08′ 11″ E / 42.1237°N,3.13646°E ca:Pg. del Mar, 1 9 msnm                        | bé integrant del patrimoni cultural català           | Hotel Rallye                        | Modifica les dades a Wikidata |
|        | Nau del carrer Bonaire, 7    | l'Escala | edifici      | Estil: arquitectura popular 19th century                      | 42° 07′ 33″ N, 3° 08′ 09″ E / 42.125829°N,3.135714°E ca:C. Bonaire, 7 7 msnm                      | bé integrant del patrimoni cultural català           | Antic salí del carrer del Bonaire   | Modifica les dades a Wikidata |
|        | Poblat Garbinell             | l'Escala | edifici      | Estil: arquitectura popular 20th century                      | 42° 06′ 36″ N, 3° 10′ 15″ E / 42.1101°N,3.17089°E ca:Urbanització Muntanya Montgó 70 msnm         | bé integrant del patrimoni cultural català           | Poblat Garbinell                    | Modifica les dades a Wikidata |
|        | Salí de Can Callol i Serrats | l'Escala | edifici      | Estil: arquitectura popular 19th century                      | 42° 07′ 34″ N, 3° 08′ 08″ E / 42.126°N,3.13566°E ca:C. de la Casa Gran - pg. Lluís Albert 6 msnm  | bé integrant del patrimoni cultural català           | Salí de Can Callol i Serrats        | Modifica les dades a Wikidata |
|        | l'Alfolí                     | l'Escala | edifici      | Estil: arquitectura popular                                   | 42° 07′ 33″ N, 3° 08′ 02″ E / 42.1259°N,3.13387°E                                                 | bé d'interès cultural bé cultural d'interès nacional | Alfolí de la Sal de l'Escala        | Modifica les dades a Wikidata |

## edifici històric
| imatge | Nom                            | Ubicat a | instància de               | Detalls | coordenades                                                         | Protecció | Commons (més fotos) | Dades a WD                    |
| ------ | ------------------------------ | -------- | -------------------------- | ------- | ------------------------------------------------------------------- | --------- | ------------------- | ----------------------------- |
|        | Ciutat Grega                   | l'Escala | edifici històric           |         | 42° 08′ 03″ N, 3° 07′ 16″ E / 42.1340597438837°N,3.12114675000294°E |           |                     | Modifica les dades a Wikidata |
|        | Conjunt arqueològic d'Empúries | l'Escala | edifici històric despoblat |         | 42° 08′ 09″ N, 3° 06′ 59″ E / 42.1357759136408°N,3.11637033121172°E |           |                     | Modifica les dades a Wikidata |
|        | Ruïnes de Sant Feliu           | l'Escala | edifici històric despoblat |         | 42° 07′ 29″ N, 3° 06′ 52″ E / 42.124789962315°N,3.11445077761131°E  |           |                     | Modifica les dades a Wikidata |

## entitat singular de població
| imatge | Nom        | Ubicat a | instància de                                                                   | Detalls   | coordenades                                                   | Protecció | Commons (més fotos) | Dades a WD                    |
| ------ | ---------- | -------- | ------------------------------------------------------------------------------ | --------- | ------------------------------------------------------------- | --------- | ------------------- | ----------------------------- |
|        | Cinc Claus | l'Escala | entitat singular de població                                                   | 3 hab     | 42° 08′ 15″ N, 3° 06′ 01″ E / 42.137425°N,3.10031944°E 5 msnm |           | Cinc Claus          | Modifica les dades a Wikidata |
|        | Empúries   | l'Escala | entitat singular de població                                                   | 139 hab   | 42° 08′ 06″ N, 3° 07′ 15″ E / 42.134911°N,3.120952°E 17 msnm  |           |                     | Modifica les dades a Wikidata |
|        | l'Escala   | l'Escala | entitat singular de població ens local històric de Catalunya capital municipal | 10064 hab | 42° 07′ 32″ N, 3° 07′ 57″ E / 42.12562°N,3.13261°E 13 msnm    |           |                     | Modifica les dades a Wikidata |
|        | les Corts  | l'Escala | entitat singular de població                                                   | 424 hab   | 42° 07′ 29″ N, 3° 06′ 48″ E / 42.124696°N,3.113344°E 12 msnm  |           |                     | Modifica les dades a Wikidata |

## església
| imatge | Nom                               | Ubicat a | instància de      | Detalls                                                                                   | coordenades                                                                                                  | Protecció                                            | Commons (més fotos)                   | Dades a WD                    |
| ------ | --------------------------------- | -------- | ----------------- | ----------------------------------------------------------------------------------------- | --- | ---------------------------------------------------- | ------------------------------------- | ----------------------------- |
|        | Mare de Deu de Gràcia             | l'Escala | església monestir | Arquitecte: Josep Puig i Cadafalch Estil: historicisme arquitectònic arquitectura popular | 42° 08′ 06″ N, 3° 07′ 11″ E / 42.1351°N,3.11981°E Empúries                                                   | bé cultural d'interès nacional bé d'interès cultural | Santa Maria de Gràcia d'Empúries      | Modifica les dades a Wikidata |
|        | Sant Pere                         | l'Escala | església          | Estil: gòtic tardà arquitectura barroca                                                   | 42° 07′ 29″ N, 3° 07′ 59″ E / 42.1248°N,3.13314°E                                                            | bé cultural d'interès local                          | Sant Pere de l'Escala                 | Modifica les dades a Wikidata |
|        | Sant Vicenç de les Corts          | l'Escala | església          | Estil: arquitectura romànica 10th century Estat: ruïnós                                   | 42° 07′ 27″ N, 3° 07′ 01″ E / 42.1242°N,3.11682°E ca:Veïnat de les Corts, riba dreta del rec del Molí 7 msnm | bé cultural d'interès nacional                       | Sant Vicenç de les Corts              | Modifica les dades a Wikidata |
|        | Santa Magdalena d'Empúries        | l'Escala | església          | Estil: art preromànic                                                                     | 42° 07′ 46″ N, 3° 06′ 44″ E / 42.1293095°N,3.1122824°E 4 msnm                                                |                                                      | Santa Magdalena d'Empúries            | Modifica les dades a Wikidata |
|        | Santa Margarida d'Empúries        | l'Escala | església          | Estil: art preromànic 10th century Estat: ruïnós                                          | 42° 07′ 50″ N, 3° 06′ 41″ E / 42.1306°N,3.11129°E ca:Ctra. a Sant Martí d'Empúries 5 msnm                    | bé cultural d'interès nacional                       | Santa Margarida d'Empúries            | Modifica les dades a Wikidata |
|        | Santa Maria de Vilanera           | l'Escala | església          | Estil: arquitectura popular 14th century Estat: ruïnós                                    | 42° 07′ 08″ N, 3° 06′ 46″ E / 42.119°N,3.11281°E ca:Puig de Vilanera 13 msnm                                 | bé cultural d'interès local                          | Santa Maria de Vilanera               | Modifica les dades a Wikidata |
|        | Santa Reparada de Cinclaus        | l'Escala | església          |                                                                                           | 42° 08′ 15″ N, 3° 06′ 02″ E / 42.1375°N,3.10061°E                                                            | bé cultural d'interès local                          | Església de Santa Reparada (l'Escala) | Modifica les dades a Wikidata |
|        | església de Sant Martí d'Empúries | l'Escala | església          | Estil: gòtic flamíger                                                                     | 42° 08′ 24″ N, 3° 07′ 06″ E / 42.139915°N,3.118279°E ca:Sant Martí d'Empúries                                | bé cultural d'interès local                          | Església de Sant Martí d'Empúries     | Modifica les dades a Wikidata |

## masia
| imatge | Nom                           | Ubicat a | instància de     | Detalls                                  | coordenades                                                                                                | Protecció                                  | Commons (més fotos)           | Dades a WD                    |
| ------ | ----------------------------- | -------- | ---------------- | ---------------------------------------- | --- | ------------------------------------------ | ----------------------------- | ----------------------------- |
|        | Ca l'Eugasser                 | l'Escala | masia            |                                          | 42° 08′ 09″ N, 3° 06′ 36″ E / 42.1358270968118°N,3.11013867269357°E                                        |                                            |                               | Modifica les dades a Wikidata |
|        | Ca l'Ullal                    | l'Escala | masia            |                                          | 42° 08′ 19″ N, 3° 06′ 49″ E / 42.1384806925997°N,3.11353154943561°E                                        |                                            |                               | Modifica les dades a Wikidata |
|        | Ca la Roig                    | l'Escala | masia            |                                          | 42° 08′ 18″ N, 3° 06′ 58″ E / 42.1382350742691°N,3.11597550222571°E                                        |                                            |                               | Modifica les dades a Wikidata |
|        | Ca n'Arnall                   | l'Escala | masia            |                                          | 42° 08′ 16″ N, 3° 05′ 59″ E / 42.1376558197847°N,3.09984402810694°E                                        |                                            |                               | Modifica les dades a Wikidata |
|        | Can Baix                      | l'Escala | masia            |                                          | 42° 08′ 00″ N, 3° 06′ 47″ E / 42.1332665154689°N,3.112965636877°E                                          |                                            |                               | Modifica les dades a Wikidata |
|        | Can Dalí                      | l'Escala | masia            |                                          | 42° 08′ 15″ N, 3° 06′ 05″ E / 42.1374021849913°N,3.10150143793708°E                                        |                                            |                               | Modifica les dades a Wikidata |
|        | Can Jepot                     | l'Escala | masia            |                                          | 42° 06′ 32″ N, 3° 07′ 35″ E / 42.1089°N,3.12648°E                                                          | bé cultural d'interès local                | Can Jepot                     | Modifica les dades a Wikidata |
|        | Can Jonqueres                 | l'Escala | masia            |                                          | 42° 08′ 14″ N, 3° 06′ 04″ E / 42.1372224834027°N,3.10101712073996°E                                        |                                            |                               | Modifica les dades a Wikidata |
|        | Can Leda                      | l'Escala | masia            |                                          | 42° 08′ 13″ N, 3° 06′ 01″ E / 42.1368359174784°N,3.10020576067796°E                                        |                                            |                               | Modifica les dades a Wikidata |
|        | Can Roure                     | l'Escala | masia            |                                          | 42° 07′ 38″ N, 3° 06′ 19″ E / 42.1273115768173°N,3.10524807689118°E                                        |                                            |                               | Modifica les dades a Wikidata |
|        | Can Tell                      | l'Escala | masia            | Estil: arquitectura popular 18th century | 42° 07′ 31″ N, 3° 07′ 09″ E / 42.1252°N,3.11906°E ca:C. Ter Vell 4 msnm                                    | bé integrant del patrimoni cultural català | Can Tell (l'Escala)           | Modifica les dades a Wikidata |
|        | Casa de la Fornassa           | l'Escala | masia            |                                          | 42° 07′ 13″ N, 3° 06′ 41″ E / 42.1203528965276°N,3.11127323575474°E                                        |                                            |                               | Modifica les dades a Wikidata |
|        | Corral d'en Pi                | l'Escala | masia            |                                          | 42° 06′ 40″ N, 3° 08′ 46″ E / 42.1110911329893°N,3.14615336985493°E                                        |                                            |                               | Modifica les dades a Wikidata |
|        | Mas Bassedes                  | l'Escala | masia            | Estil: arquitectura popular 17th century | 42° 08′ 15″ N, 3° 06′ 03″ E / 42.1374°N,3.10093°E ca:A l'extrem sud-est del veïnat de Cinc Claus 4 msnm    | bé integrant del patrimoni cultural català | Mas Bassedes                  | Modifica les dades a Wikidata |
|        | Mas Bordes                    | l'Escala | masia            |                                          | 42° 09′ 10″ N, 3° 06′ 03″ E / 42.1529119422409°N,3.10073947173511°E                                        |                                            |                               | Modifica les dades a Wikidata |
|        | Mas Concas                    | l'Escala | masia            | Estil: arquitectura popular              | 42° 08′ 14″ N, 3° 06′ 02″ E / 42.1373°N,3.10063°E                                                          | bé integrant del patrimoni cultural català | Mas Conques                   | Modifica les dades a Wikidata |
|        | Mas Duaner                    | l'Escala | masia            |                                          | 42° 06′ 47″ N, 3° 06′ 38″ E / 42.1131302832566°N,3.11066788915152°E                                        |                                            |                               | Modifica les dades a Wikidata |
|        | Mas Estela                    | l'Escala | masia            |                                          | 42° 06′ 34″ N, 3° 08′ 00″ E / 42.1094043835359°N,3.13344926008096°E                                        |                                            |                               | Modifica les dades a Wikidata |
|        | Mas Estruc                    | l'Escala | masia            |                                          | 42° 07′ 49″ N, 3° 06′ 49″ E / 42.1303208235375°N,3.11355327543618°E                                        |                                            |                               | Modifica les dades a Wikidata |
|        | Mas Martí                     | l'Escala | masia            |                                          | 42° 06′ 32″ N, 3° 06′ 44″ E / 42.1089767588746°N,3.1122451594204°E                                         |                                            |                               | Modifica les dades a Wikidata |
|        | Mas Nou d'en Nicet            | l'Escala | masia            |                                          | 42° 06′ 32″ N, 3° 06′ 55″ E / 42.1088207725541°N,3.11514776877851°E                                        |                                            |                               | Modifica les dades a Wikidata |
|        | Mas Pasqual                   | l'Escala | masia            |                                          | 42° 07′ 28″ N, 3° 06′ 55″ E / 42.1244560336373°N,3.11513978116887°E                                        |                                            |                               | Modifica les dades a Wikidata |
|        | Mas Perequintana i l'Albornar | l'Escala | masia            | Estil: arquitectura popular              | 42° 08′ 13″ N, 3° 06′ 01″ E / 42.137°N,3.10038°E                                                           | bé integrant del patrimoni cultural català | Mas Perequintana i l'Albornar | Modifica les dades a Wikidata |
|        | Mas Puig                      | l'Escala | masia            |                                          | 42° 05′ 56″ N, 3° 07′ 53″ E / 42.0990223127538°N,3.13134740984928°E                                        |                                            |                               | Modifica les dades a Wikidata |
|        | Mas Quelons dels Recs         | l'Escala | masia            |                                          | 42° 06′ 31″ N, 3° 07′ 35″ E / 42.1084757607883°N,3.12633528426939°E                                        |                                            |                               | Modifica les dades a Wikidata |
|        | Mas Sastre                    | l'Escala | masia            | Estil: arquitectura popular              | 42° 08′ 16″ N, 3° 06′ 01″ E / 42.1377°N,3.10024°E                                                          | bé integrant del patrimoni cultural català | Mas Sastre (l'Escala)         | Modifica les dades a Wikidata |
|        | Mas Vilanera                  | l'Escala | masia            | Estil: arquitectura popular 16th century | 42° 07′ 07″ N, 3° 06′ 47″ E / 42.1186°N,3.11312°E ca:Camí de Vilanera als Recs, veïnat de Vilanera 11 msnm | bé cultural d'interès local                | Mas Vilanera (l'Escala)       | Modifica les dades a Wikidata |
|        | Mas del Corral d'en Pi        | l'Escala | masia            |                                          | 42° 06′ 40″ N, 3° 08′ 37″ E / 42.1109771652146°N,3.14368557286347°E                                        |                                            |                               | Modifica les dades a Wikidata |
|        | Torre de Can Nicet            | l'Escala | masia            |                                          | 42° 06′ 33″ N, 3° 06′ 47″ E / 42.1091289780851°N,3.11315258377564°E                                        |                                            |                               | Modifica les dades a Wikidata |
|        | can Reding                    | l'Escala | masia casa forta | Estil: arquitectura popular 16th century | 42° 06′ 31″ N, 3° 07′ 38″ E / 42.1085°N,3.12723°E ca:C. dels Recs 12 msnm                                  | bé cultural d'interès local                | Can Reding                    | Modifica les dades a Wikidata |
|        | el Canyet de la Torre         | l'Escala | masia            |                                          | 42° 07′ 25″ N, 3° 07′ 48″ E / 42.1235485256383°N,3.12999466952605°E                                        |                                            |                               | Modifica les dades a Wikidata |
|        | el Castellet                  | l'Escala | masia            |                                          | 42° 07′ 29″ N, 3° 06′ 43″ E / 42.1248464007951°N,3.11201910078793°E                                        |                                            |                               | Modifica les dades a Wikidata |
|        | els Xalets                    | l'Escala | masia            |                                          | 42° 08′ 23″ N, 3° 06′ 55″ E / 42.1396048440681°N,3.11519142310048°E                                        |                                            |                               | Modifica les dades a Wikidata |
|        | la Caseta                     | l'Escala | masia            |                                          | 42° 06′ 03″ N, 3° 07′ 56″ E / 42.1009036405894°N,3.1322462371055°E                                         |                                            |                               | Modifica les dades a Wikidata |

## monument
| imatge | Nom                        | Ubicat a | instància de | Detalls | coordenades                                                                               | Protecció | Commons (més fotos)        | Dades a WD                    |
| ------ | -------------------------- | -------- | ------------ | ------- | ----------------------------------------------------------------------------------------- | --------- | -------------------------- | ----------------------------- |
|        | Monument a la gent del mar | l'Escala | monument     | 1977    | 42° 07′ 39″ N, 3° 08′ 02″ E / 42.12756030322553°N,3.133993874712299°E ca:La Punta         |           | Monument a la gent del mar | Modifica les dades a Wikidata |
|        | Roca d'en Massanet         | l'Escala | monument     |         | 42° 07′ 38″ N, 3° 07′ 42″ E / 42.12727913298206°N,3.1283424893134515°E ca:Camí de la Font |           | Roca d'en Massanet         | Modifica les dades a Wikidata |
|        | Roca del Frare             | l'Escala | monument     |         | 42° 07′ 22″ N, 3° 08′ 16″ E / 42.12264486440581°N,3.137693702523937°E ca:Passeig del Mar  |           | Roca del Frare             | Modifica les dades a Wikidata |

## muntanya
| imatge | Nom                  | Ubicat a | instància de | Detalls | coordenades                                                        | Protecció | Commons (més fotos)  | Dades a WD                    |
| ------ | -------------------- | -------- | ------------ | ------- | ------------------------------------------------------------------ | --------- | -------------------- | ----------------------------- |
|        | Montgó               | l'Escala | muntanya     |         | 42° 06′ 38″ N, 3° 10′ 26″ E / 42.1106°N,3.17394°E 96 msnm          |           | Montgó (l'Escala)    | Modifica les dades a Wikidata |
|        | Muntanya de Vilanera | l'Escala | muntanya     |         | 42° 07′ 13″ N, 3° 06′ 57″ E / 42.12036111°N,3.11577222°E 26.2 msnm |           | Muntanya de Vilanera | Modifica les dades a Wikidata |
|        | Puig Sec             | l'Escala | muntanya     |         | 42° 06′ 29″ N, 3° 09′ 14″ E / 42.10819444°N,3.15376389°E 60.8 msnm |           | Puig Sec (l'Escala)  | Modifica les dades a Wikidata |

## muralla urbana
| imatge | Nom                                         | Ubicat a | instància de                    | Detalls                                  | coordenades                                                                                  | Protecció                                  | Commons (més fotos)                         | Dades a WD                    |
| ------ | ------------------------------------------- | -------- | ------------------------------- | ---------------------------------------- | -------------------------------------------------------------------------------------------- | ------------------------------------------ | ------------------------------------------- | ----------------------------- |
|        | Muralla carlina                             | l'Escala | muralla urbana                  | Estil: arquitectura popular 19th century | 42° 07′ 36″ N, 3° 07′ 42″ E / 42.12674°N,3.128321°E ca:Rda. del Pedró - c. de Gràcia 27 msnm | bé integrant del patrimoni cultural català | Muralla carlina (l'Escala)                  | Modifica les dades a Wikidata |
|        | Muralles medievals de Sant Martí d'Empúries | l'Escala | muralla urbana edifici històric | Estil: arquitectura popular              | 42° 08′ 24″ N, 3° 07′ 02″ E / 42.1399°N,3.11714°E                                            | bé cultural d'interès nacional             | Muralles medievals de Sant Martí d'Empúries | Modifica les dades a Wikidata |

## norai
| imatge | Nom                               | Ubicat a | instància de | Detalls                                  | coordenades                                                                                             | Protecció                                  | Commons (més fotos)               | Dades a WD                    |
| ------ | --------------------------------- | -------- | ------------ | ---------------------------------------- | --- | ------------------------------------------ | --------------------------------- | ----------------------------- |
|        | Norais de les Roques d'en Guillem | l'Escala | norai        | Estil: arquitectura popular 17th century | 42° 07′ 35″ N, 3° 07′ 58″ E / 42.126438°N,3.132749°E ca:La Platja, al final del c. Pintor Joan Massanet | bé integrant del patrimoni cultural català | Norais de les Roques d'en Guillem | Modifica les dades a Wikidata |
|        | norais de l'Escala                | l'Escala | norai        | Estil: arquitectura popular              | 42° 07′ 35″ N, 3° 07′ 58″ E / 42.1264°N,3.13275°E                                                       |                                            | Norais de l'Escala                | Modifica les dades a Wikidata |
|        | pilons d'amarrar                  | l'Escala | norai        | Estil: arquitectura popular 17th century | 42° 07′ 40″ N, 3° 08′ 02″ E / 42.127738°N,3.133762°E ca:Pg. de la Riba, la Punta                        | bé integrant del patrimoni cultural català | Pilons d'amarrar (l'Escala)       | Modifica les dades a Wikidata |

## nucli d'entitat singular de població
| imatge | Nom                   | Ubicat a          | instància de                         | Detalls                                                | coordenades                                                                    | Protecció                                            | Commons (més fotos)   | Dades a WD                    |
| ------ | --------------------- | ----------------- | ------------------------------------ | ------------------------------------------------------ | ------------------------------------------------------------------------------ | ---------------------------------------------------- | --------------------- | ----------------------------- |
|        | Sant Martí d'Empúries | l'Escala Empúries | nucli d'entitat singular de població | Estil: arquitectura gòtica arquitectura popular 48 hab | 42° 08′ 00″ N, 3° 07′ 00″ E / 42.13333333333333°N,3.1166666666666667°E 13 msnm | bé d'interès cultural bé cultural d'interès nacional | Sant Martí d'Empúries | Modifica les dades a Wikidata |
|        | la Coma               | l'Escala Empúries | nucli d'entitat singular de població | 22 hab                                                 | 42° 08′ 07″ N, 3° 06′ 28″ E / 42.1352469480321°N,3.10777374268492°E 20 msnm    |                                                      |                       | Modifica les dades a Wikidata |
|        | la Palanca            | l'Escala Empúries | nucli d'entitat singular de població | 53 hab                                                 | 42° 07′ 02″ N, 3° 09′ 22″ E / 42.117178577165°N,3.1561304255285°E 25 msnm      |                                                      |                       | Modifica les dades a Wikidata |

## nucli de població
| imatge | Nom              | Ubicat a           | instància de                                           | Detalls | coordenades                                                              | Protecció | Commons (més fotos) | Dades a WD                    |
| ------ | ---------------- | ------------------ | ------------------------------------------------------ | ------- | ------------------------------------------------------------------------ | --------- | ------------------- | ----------------------------- |
|        | Camp dels Pilans | l'Escala les Corts | nucli de població nucli d'entitat singular de població | 411 hab | 42° 07′ 09″ N, 3° 06′ 45″ E / 42.119030843793°N,3.1125851316643°E 5 msnm |           |                     | Modifica les dades a Wikidata |
|        | Riells           | l'Escala           | nucli de població                                      |         | 42° 06′ 48″ N, 3° 08′ 13″ E / 42.113338°N,3.136849°E                     |           |                     | Modifica les dades a Wikidata |

## obra escultòrica
| imatge | Nom                                            | Ubicat a | instància de     | Detalls                                      | coordenades                                                                                     | Protecció | Commons (més fotos)                            | Dades a WD                    |
| ------ | ---------------------------------------------- | -------- | ---------------- | -------------------------------------------- | ----------------------------------------------------------------------------------------------- | --------- | ---------------------------------------------- | ----------------------------- |
|        | Columna Emporitana                             | l'Escala | obra escultòrica | Creador: Lluís Roura Juanola 2003 Alt: 13m   | 42° 07′ 27″ N, 3° 07′ 12″ E / 42.124195885663696°N,3.1200874009299606°E                         |           | Columna emporitana                             | Modifica les dades a Wikidata |
|        | Lampadòfor                                     | l'Escala | obra escultòrica | Creador: Rosa Serra i Puigvert 1992          | 42° 07′ 36″ N, 3° 07′ 36″ E / 42.12663204994835°N,3.1266220896346764°E                          |           | Lampadòfor                                     | Modifica les dades a Wikidata |
|        | Miratge grec                                   | l'Escala | obra escultòrica | Creador: Lluís Roura Juanola 2015-03-15      | 42° 07′ 31″ N, 3° 07′ 23″ E / 42.125335504516066°N,3.1231850864378°E ca:Avinguda Francesc Macià |           | Miratge grec                                   | Modifica les dades a Wikidata |
|        | Monument a la 50a Ciutat Pubilla de la Sardana | l'Escala | obra escultòrica | 2010                                         | 42° 07′ 34″ N, 3° 08′ 11″ E / 42.12617146171952°N,3.136284294152877°E                           |           | Monument a la 50a Ciutat Pubilla de la Sardana | Modifica les dades a Wikidata |
|        | Monument a la Cobla                            | l'Escala | obra escultòrica | Creador: Francesc Anglès i Garcia 2007-06-02 | 42° 07′ 26″ N, 3° 08′ 12″ E / 42.12396651151953°N,3.136642277911975°E ca:Passeig Lluís Albert   |           | La Cobla by Francesc Anglès i Garcia           | Modifica les dades a Wikidata |
|        | Monument de la Dona del Pescador               | l'Escala | obra escultòrica | 1991                                         | 42° 07′ 37″ N, 3° 08′ 05″ E / 42.12697524011085°N,3.1346022368574653°E                          |           | Monument de la Dona del Pescador               | Modifica les dades a Wikidata |
|        | Petit Príncep (L'Escala)                       | l'Escala | obra escultòrica |                                              | 42° 07′ 01″ N, 3° 08′ 13″ E / 42.116979921949955°N,3.1368802451140327°E                         |           | Petit Príncep L'Escala                         | Modifica les dades a Wikidata |

## platja
| imatge | Nom                       | Ubicat a | instància de                  | Detalls                | coordenades                                                             | Protecció | Commons (més fotos)       | Dades a WD                    |
| ------ | ------------------------- | -------- | ----------------------------- | ---------------------- | ----------------------------------------------------------------------- | --------- | ------------------------- | ----------------------------- |
|        | cala del Bol Roig         | l'Escala | platja                        | Llarg: 250m            | 42° 07′ 04″ N, 3° 09′ 17″ E / 42.117657817561°N,3.154589728494109°E     |           | Cala del Bol Roig         | Modifica les dades a Wikidata |
|        | el Codolar                | l'Escala | platja platja urbana          | Llarg: 100m Ample: 15m | 42° 07′ 28″ N, 3° 08′ 11″ E / 42.124399999689°N,3.1363999997842°E       |           | El Codolar (l'Escala)     | Modifica les dades a Wikidata |
|        | la Mar d'en Manassa       | l'Escala | platja platja urbana          | Llarg: 50m Ample: 10m  | 42° 07′ 36″ N, 3° 07′ 54″ E / 42.126800000152°N,3.1316000002855°E       |           | La Mar d'en Manassa       | Modifica les dades a Wikidata |
|        | la Platja                 | l'Escala | platja platja urbana          | Llarg: 103m            | 42° 07′ 36″ N, 3° 08′ 00″ E / 42.126555555555555°N,3.1333055555555553°E |           | La Platja                 | Modifica les dades a Wikidata |
|        | platja d'Empúries         | l'Escala | platja                        |                        | 42° 08′ 19″ N, 3° 07′ 09″ E / 42.13854°N,3.11928°E                      |           | Platja d'Empúries         | Modifica les dades a Wikidata |
|        | platja de Riells          | l'Escala | platja                        | Llarg: 582m            | 42° 06′ 54″ N, 3° 08′ 22″ E / 42.115°N,3.13932°E                        |           | Platja de Riells          | Modifica les dades a Wikidata |
|        | platja de l'Illa Mateua   | l'Escala | platja codolar                | Llarg: 170m Ample: 15m | 42° 06′ 47″ N, 3° 09′ 54″ E / 42.113000000222°N,3.1650999999121°E       |           | Platja de l'Illa Mateua   | Modifica les dades a Wikidata |
|        | platja de la Clota Grossa | l'Escala | platja                        |                        | 42° 07′ 01″ N, 3° 08′ 57″ E / 42.116971°N,3.149036°E                    |           | Platja de la Clota Grossa | Modifica les dades a Wikidata |
|        | platja del Convent        | l'Escala | platja                        | Llarg: 638m Ample: 25m | 42° 08′ 02″ N, 3° 07′ 18″ E / 42.134000000289°N,3.1216999999159°E       |           | Platja del Convent        | Modifica les dades a Wikidata |
|        | platja del Moll Grec      | l'Escala | platja platja d'arena daurada | Llarg: 432m Ample: 20m | 42° 08′ 09″ N, 3° 07′ 19″ E / 42.13572°N,3.12186°E                      |           | Platja del Moll Grec      | Modifica les dades a Wikidata |
|        | platja del Portitxol      | l'Escala | platja                        | Llarg: 245m            | 42° 07′ 54″ N, 3° 07′ 20″ E / 42.13176°N,3.12213°E                      |           | Platja del Portitxol      | Modifica les dades a Wikidata |
|        | platja del Rec del Molí   | l'Escala | platja                        | Llarg: 377m            | 42° 07′ 39″ N, 3° 07′ 28″ E / 42.12757°N,3.12439°E                      |           | Platja del Rec del Molí   | Modifica les dades a Wikidata |
|        | platja del Riuet          | l'Escala | platja                        | Llarg: 300m Ample: 40m | 42° 08′ 27″ N, 3° 07′ 06″ E / 42.14086°N,3.11846°E                      |           | Platja del Riuet          | Modifica les dades a Wikidata |
|        | platja del Salpatx        | l'Escala | platja                        |                        | 42° 06′ 59″ N, 3° 09′ 28″ E / 42.1165152739633°N,3.1576727812713763°E   |           | Platja del Salpatx        | Modifica les dades a Wikidata |
|        | port d'en Perris          | l'Escala | platja platja urbana          | Llarg: 30m             | 42° 07′ 35″ N, 3° 08′ 07″ E / 42.126367°N,3.135409°E                    |           | Port d'en Perris          | Modifica les dades a Wikidata |

## polígon industrial
| imatge | Nom                                  | Ubicat a | instància de       | Detalls | coordenades                                                         | Protecció | Commons (més fotos) | Dades a WD                    |
| ------ | ------------------------------------ | -------- | ------------------ | ------- | ------------------------------------------------------------------- | --------- | ------------------- | ----------------------------- |
|        | Polígon industrial Els Recs          | l'Escala | polígon industrial |         | 42° 06′ 47″ N, 3° 07′ 29″ E / 42.1131248063324°N,3.12478411044472°E |           |                     | Modifica les dades a Wikidata |
|        | Polígon industrial La Closa del Llop | l'Escala | polígon industrial |         | 42° 07′ 01″ N, 3° 07′ 38″ E / 42.1170669545677°N,3.12723542156101°E |           |                     | Modifica les dades a Wikidata |

## pont
| imatge | Nom                | Ubicat a | instància de | Detalls                     | coordenades                                                                          | Protecció                                  | Commons (més fotos) | Dades a WD                    |
| ------ | ------------------ | -------- | ------------ | --------------------------- | ------------------------------------------------------------------------------------ | ------------------------------------------ | ------------------- | ----------------------------- |
|        | Pas d'en Roca      | l'Escala | pont         |                             | 42° 07′ 06″ N, 3° 06′ 29″ E / 42.118428497528°N,3.10814879677452°E                   |                                            |                     | Modifica les dades a Wikidata |
|        | Pont d'Empúries    | l'Escala | pont         |                             | 42° 07′ 37″ N, 3° 07′ 24″ E / 42.126987224115°N,3.12344414617372°E                   |                                            |                     | Modifica les dades a Wikidata |
|        | Pont de Cinc Claus | l'Escala | pont         | Estil: arquitectura popular | 42° 08′ 11″ N, 3° 06′ 02″ E / 42.13627°N,3.10066°E ca:Crta de la GI-623 a Cinc Claus | bé integrant del patrimoni cultural català | Pont de Cinc Claus  | Modifica les dades a Wikidata |
|        | Pont del Mal Nom   | l'Escala | pont         |                             | 42° 07′ 49″ N, 3° 06′ 24″ E / 42.1301924009246°N,3.10659588106466°E                  |                                            |                     | Modifica les dades a Wikidata |

## temple
| imatge | Nom                          | Ubicat a | instància de                                  | Detalls | coordenades                                                   | Protecció | Commons (més fotos) | Dades a WD                    |
| ------ | ---------------------------- | -------- | --------------------------------------------- | ------- | ------------------------------------------------------------- | --------- | ------------------- | ----------------------------- |
|        | temple d'Asclepi d'Empúries  | l'Escala | temple jaciment arqueològic                   |         | 42° 08′ 02″ N, 3° 07′ 13″ E / 42.133953°N,3.120336°E Empúries |           |                     | Modifica les dades a Wikidata |
|        | temple de Serapis d'Empúries | l'Escala | temple jaciment arqueològic                   |         | 42° 08′ 02″ N, 3° 07′ 17″ E / 42.133911°N,3.121315°E Empúries |           |                     | Modifica les dades a Wikidata |
|        | temple del fòrum d'Empúries  | l'Escala | temple jaciment arqueològic temple romà ruïna |         | 42° 07′ 58″ N, 3° 07′ 01″ E / 42.132835°N,3.117041°E          |           |                     | Modifica les dades a Wikidata |

## torre de defensa
| imatge | Nom                            | Ubicat a | instància de     | Detalls                     | coordenades                                       | Protecció                                            | Commons (més fotos)            | Dades a WD                    |
| ------ | ------------------------------ | -------- | ---------------- | --------------------------- | ------------------------------------------------- | ---------------------------------------------------- | ------------------------------ | ----------------------------- |
|        | Torre del Perxel               | l'Escala | torre de defensa | Estil: arquitectura popular | 42° 07′ 36″ N, 3° 07′ 42″ E / 42.12674°N,3.1284°E | bé d'interès cultural                                | Torre de defensa (l'Escala)    | Modifica les dades a Wikidata |
|        | Torres de defensa de les Corts | l'Escala | torre de defensa | Estil: arquitectura popular | 42° 07′ 29″ N, 3° 06′ 50″ E / 42.1248°N,3.11391°E | bé d'interès cultural bé cultural d'interès nacional | Torres de defensa de les Corts | Modifica les dades a Wikidata |

## torre de sentinella
| imatge | Nom             | Ubicat a | instància de        | Detalls                     | coordenades                                                                   | Protecció                                            | Commons (més fotos) | Dades a WD                    |
| ------ | --------------- | -------- | ------------------- | --------------------------- | ----------------------------------------------------------------------------- | ---------------------------------------------------- | ------------------- | ----------------------------- |
|        | Torre de Montgó | l'Escala | torre de sentinella | Estil: arquitectura popular | 42° 06′ 39″ N, 3° 10′ 27″ E / 42.1108°N,3.17413°E                             | bé d'interès cultural bé cultural d'interès nacional | Torre d'en Montgó   | Modifica les dades a Wikidata |
|        | Torre del Pedró | l'Escala | torre de sentinella | Estil: arquitectura popular | 42° 07′ 36″ N, 3° 07′ 41″ E / 42.1268°N,3.12793°E ca:Carrer Mirador del Pedró | bé d'interès cultural bé cultural d'interès nacional | Torre del Pedró     | Modifica les dades a Wikidata |

## àrea protegida
| imatge | Nom                                                     | Ubicat a | instància de   | Detalls                               | coordenades | Protecció    | Commons (més fotos)                              | Dades a WD                    |
| ------ | ------------------------------------------------------- | --- | -------------- | ------------------------------------- | --- | ------------ | ------------------------------------------------ | ----------------------------- |
|        | Parc natural del Montgrí, les Illes Medes i el Baix Ter | Torroella de Montgrí Bellcaire d'Empordà Ullà Pals l'Escala Fontanilles Palau-sator Alt Empordà Baix Empordà  | àrea protegida | 2010 Superfície: 6202.68 7819.89537ha | 42° 04′ 28″ N, 3° 09′ 44″ E / 42.074548°N,3.162208°E                                                                 |              | Montgrí, Medes Islands and Baix Ter Natural Park | Modifica les dades a Wikidata |
|        | Parc natural dels Aiguamolls de l'Empordà               | Castelló d'Empúries l'Armentera l'Escala Palau-saverdera Pau Peralada Roses Sant Pere Pescador Pedret i Marzà | àrea protegida | 1983-10-28 Superfície: 4749.84ha      | 42° 13′ 12″ N, 3° 06′ 26″ E / 42.219872222222°N,3.1072111111111°E 42° 11′ 36″ N, 3° 06′ 25″ E / 42.19333°N,3.10694°E | Espai Ramsar | Aiguamolls de l'Empordà                          | Modifica les dades a Wikidata |

## Misc
| imatge | Nom                                                        | Ubicat a                                                                | instància de                                               | Detalls                                                          | coordenades | Protecció                                                                                 | Commons (més fotos)                                                | Dades a WD                    |
| ------ | ---------------------------------------------------------- | ----------------------------------------------------------------------- | ---------------------------------------------------------- | ---------------------------------------------------------------- | --- | ----------------------------------------------------------------------------------------- | ------------------------------------------------------------------ | ----------------------------- |
|        | Barraques de pescadors de la Creu                          | l'Escala                                                                | barraca                                                    | Estil: arquitectura popular 19th century                         | 42° 07′ 37″ N, 3° 07′ 46″ E / 42.12706°N,3.129506°E cala de la Creu                                                    | bé integrant del patrimoni cultural català                                                | Barraques de pescadors de la Creu                                  | Modifica les dades a Wikidata |
|        | Bateria de la Clota                                        | l'Escala                                                                | bateria d'artilleria coastal battery                       |                                                                  | 42° 07′ 08″ N, 3° 09′ 09″ E / 42.118881198352064°N,3.15258264541626°E                                                  |                                                                                           |                                                                    | Modifica les dades a Wikidata |
|        | Biblioteca Víctor Català                                   | l'Escala                                                                | edifici de biblioteca                                      | 20th century                                                     | 42° 07′ 33″ N, 3° 07′ 57″ E / 42.1258°N,3.13258°E es:Plz. de Víctor Català, 10, 1r 8 msnm                              | bé integrant del patrimoni cultural català                                                | Biblioteca Víctor Català                                           | Modifica les dades a Wikidata |
|        | Empúries                                                   | l'Escala                                                                | jaciment arqueològic grec jaciment arqueològic romà polis  | Superfície: 250000m²                                             | 42° 08′ 05″ N, 3° 07′ 14″ E / 42.134722°N,3.120556°E                                                                   | bé d'interès cultural Candidat a Patrimoni de la Humanitat bé cultural d'interès nacional | Empúries                                                           | Modifica les dades a Wikidata |
|        | Jardí Víctor Català                                        | l'Escala                                                                | jardí històric                                             | Estil: arquitectura popular 19th century                         | 42° 08′ 25″ N, 3° 07′ 02″ E / 42.1403°N,3.11734°E ca:C. de la Francesa, 7, Sant Martí d'Empúries                       | bé integrant del patrimoni cultural català                                                | Jardí Víctor Català                                                | Modifica les dades a Wikidata |
|        | Jardí del Clos del Pastor                                  | l'Escala                                                                | jardí                                                      | Estil: arquitectura modernista arquitectura popular 20th century | 42° 07′ 27″ N, 3° 08′ 11″ E / 42.124176°N,3.136294°E ca:Passeig Lluís Albert, 11                                       | bé cultural d'interès local                                                               | Clos del Pastor                                                    | Modifica les dades a Wikidata |
|        | Molí d'en Dou                                              | l'Escala                                                                | molí d'aigua                                               | Estil: arquitectura popular 16th century                         | 42° 07′ 29″ N, 3° 07′ 04″ E / 42.1246°N,3.11782°E ca:Camp dels Pilans - camí de les Corts 3 msnm                       | bé cultural d'interès local                                                               | Molí d'en Dou                                                      | Modifica les dades a Wikidata |
|        | Montgó                                                     | l'Escala                                                                | vèrtex geodèsic                                            | Alt: 1.2m                                                        | 42° 06′ 39″ N, 3° 10′ 27″ E / 42.110807°N,3.174095°E 105.408 msnm                                                      |                                                                                           |                                                                    | Modifica les dades a Wikidata |
|        | Rec del Molí                                               | Colomers Jafre Verges la Tallada d'Empordà Bellcaire d'Empordà l'Escala | canal de reg                                               |                                                                  | 42° 04′ 57″ N, 2° 59′ 20″ E / 42.0826°N,2.98899°E                                                                      |                                                                                           | Rec del Molí (marge esquerre del Ter)                              | Modifica les dades a Wikidata |
|        | amfiteatre d'Empúries                                      | l'Escala                                                                | amfiteatre romà estructura romana                          |                                                                  | 42° 07′ 48″ N, 3° 07′ 01″ E / 42.13°N,3.117°E 42° 07′ 48″ N, 3° 07′ 03″ E / 42.1301°N,3.11741°E Emporiae               |                                                                                           |                                                                    | Modifica les dades a Wikidata |
|        | búnquer del Pedrigolet                                     | l'Escala                                                                | búnquer                                                    | Estil: arquitectura popular 20th century                         | 42° 07′ 49″ N, 3° 07′ 28″ E / 42.130163°N,3.124396°E ca:El Pedrigolet - platja d'en Rec                                | bé integrant del patrimoni cultural català                                                | Búnquer del Pedrigolet                                             | Modifica les dades a Wikidata |
|        | carrer del Cargol                                          | l'Escala                                                                | carrer                                                     |                                                                  | 42° 07′ 35″ N, 3° 07′ 57″ E / 42.1265°N,3.132449°E                                                                     |                                                                                           | Carrer del Cargol (l'Escala)                                       | Modifica les dades a Wikidata |
|        | casa consistorial de l'Escala                              | l'Escala                                                                | casa consistorial                                          |                                                                  | 42° 07′ 29″ N, 3° 07′ 56″ E / 42.1248104°N,3.1322149°E                                                                 |                                                                                           | Ajuntament de l'Escala                                             | Modifica les dades a Wikidata |
|        | ciutat romana d'Empúries                                   | l'Escala                                                                | ciutat romana                                              |                                                                  | 42° 07′ 58″ N, 3° 07′ 05″ E / 42.1326941183756°N,3.11792557599755°E                                                    |                                                                                           |                                                                    | Modifica les dades a Wikidata |
|        | estany de la Poma                                          | l'Escala                                                                | llac                                                       | Llarg: 230m Ample: 55m Superfície: 10920m²                       | 42° 06′ 43″ N, 3° 08′ 44″ E / 42.112022°N,3.145446°E 1 msnm                                                            |                                                                                           | Estany de la Poma                                                  | Modifica les dades a Wikidata |
|        | font i safareig del Pedró                                  | l'Escala                                                                | safareig font                                              | Estil: arquitectura popular                                      | 42° 07′ 34″ N, 3° 07′ 35″ E / 42.126086880016054°N,3.1264807816200277°E                                                | bé integrant del patrimoni cultural català                                                | Font i safareig del Pedró                                          | Modifica les dades a Wikidata |
|        | forn de calç de l'Escala                                   | l'Escala                                                                | forn de calç                                               | Estil: arquitectura popular 18th century                         | 42° 08′ 04″ N, 3° 06′ 38″ E / 42.134401°N,3.110543°E ca:Urbanització Santa Margarida, marge dret de la GIP-6307 6 msnm | bé integrant del patrimoni cultural català                                                | Forn de calç de l'Escala                                           | Modifica les dades a Wikidata |
|        | golf de Roses                                              | Alt Empordà                                                             | golf                                                       |                                                                  | 42° 11′ 00″ N, 3° 11′ 00″ E / 42.183333°N,3.183333°E                                                                   |                                                                                           | Gulf of Roses                                                      | Modifica les dades a Wikidata |
|        | jaciment de Vilanera                                       | l'Escala                                                                | jaciment arqueològic                                       |                                                                  | 42° 07′ 03″ N, 3° 07′ 00″ E / 42.11759808988104°N,3.1166191079355694°E                                                 | espai de protecció arqueològica                                                           |                                                                    | Modifica les dades a Wikidata |
|        | mar Mediterrània                                           |                                                                         | mar interior mar mediterrani conca hidrogràfica            | Superfície: 2500000km² Profunditat: 5267 1541m Volum: 3839000km³ | 38° N, 17° E / 38°N,17°E 0 msnm                                                                                        |                                                                                           | Mediterranean Sea                                                  | Modifica les dades a Wikidata |
|        | pallissa d'en Titos                                        | l'Escala                                                                | cabana                                                     |                                                                  | 42° 07′ 09″ N, 3° 06′ 28″ E / 42.1191943316595°N,3.10784766584823°E                                                    |                                                                                           |                                                                    | Modifica les dades a Wikidata |
|        | port de l'Escala                                           | l'Escala                                                                | port esportiu port pesquer                                 |                                                                  | 42° 07′ 06″ N, 3° 08′ 57″ E / 42.118197570908166°N,3.149029769678598°E                                                 |                                                                                           | Port de l'Escala                                                   | Modifica les dades a Wikidata |
|        | punta de Trencabraços                                      | l'Escala                                                                | cap                                                        |                                                                  | 42° 06′ 42″ N, 3° 10′ 34″ E / 42.1116°N,3.17608°E                                                                      |                                                                                           |                                                                    | Modifica les dades a Wikidata |
|        | termes d'Empúries                                          | Sant Martí d'Empúries                                                   | termes romanes jaciment arqueològic romà estructura romana |                                                                  | 42° 08′ 02″ N, 3° 07′ 02″ E / 42.13394°N,3.117328°E                                                                    |                                                                                           |                                                                    | Modifica les dades a Wikidata |
|        | urbanització del passeig de Ronda i la plaça Víctor Català | l'Escala                                                                | conjunt urbà                                               | Estil: noucentisme 20th century                                  | 42° 07′ 32″ N, 3° 07′ 57″ E / 42.1256°N,3.1324°E ca:Av. Ave Maria, ronda del Padró, pl. Víctor Català 8 msnm           | bé integrant del patrimoni cultural català                                                | Urbanització del passeig de Ronda i plaça Víctor Català (l'Escala) | Modifica les dades a Wikidata |